# Pfarrkirche Pottenbrunn

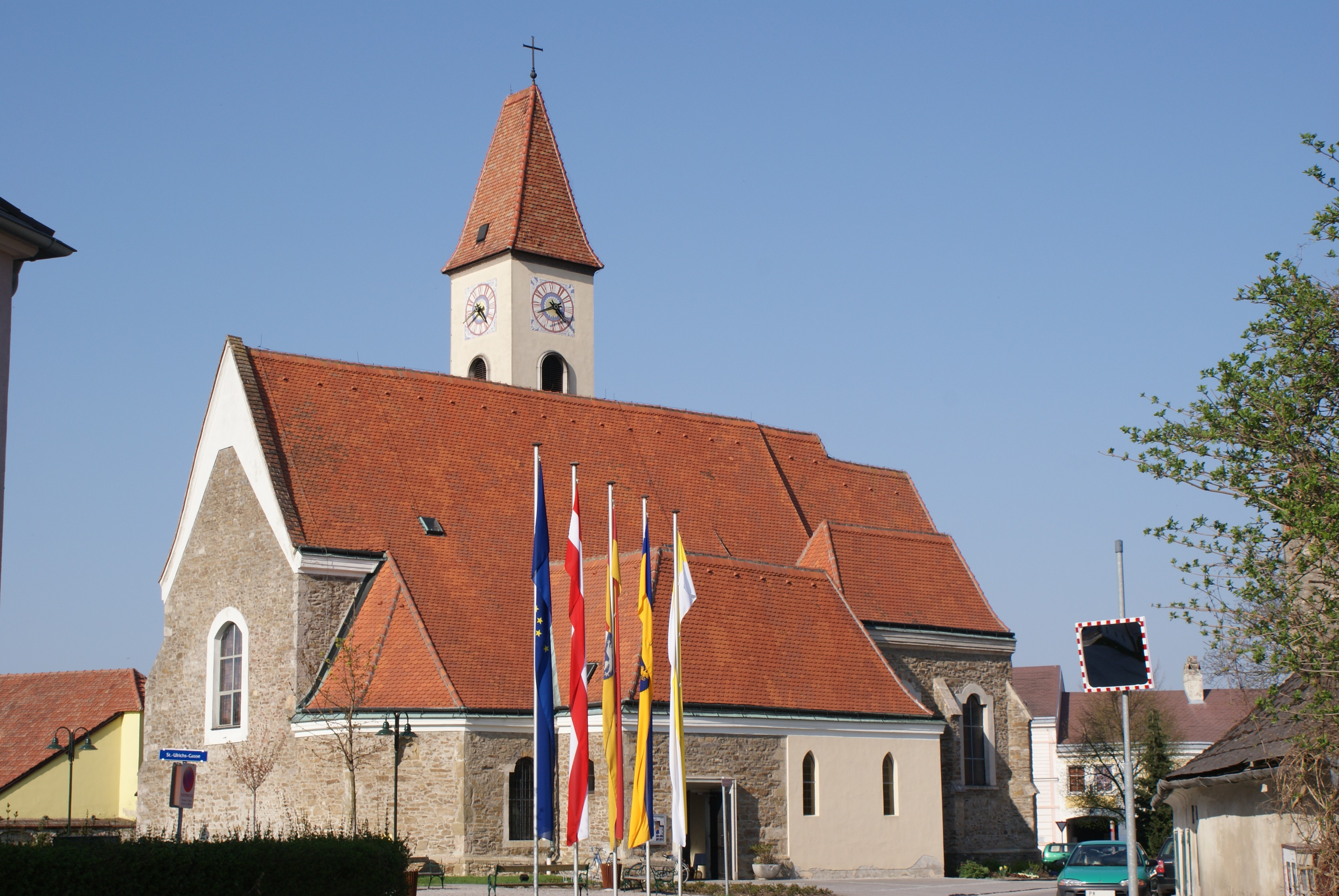
Katholische Pfarrkirche hl. Ulrich in St. Pölten-Pottenbrunn

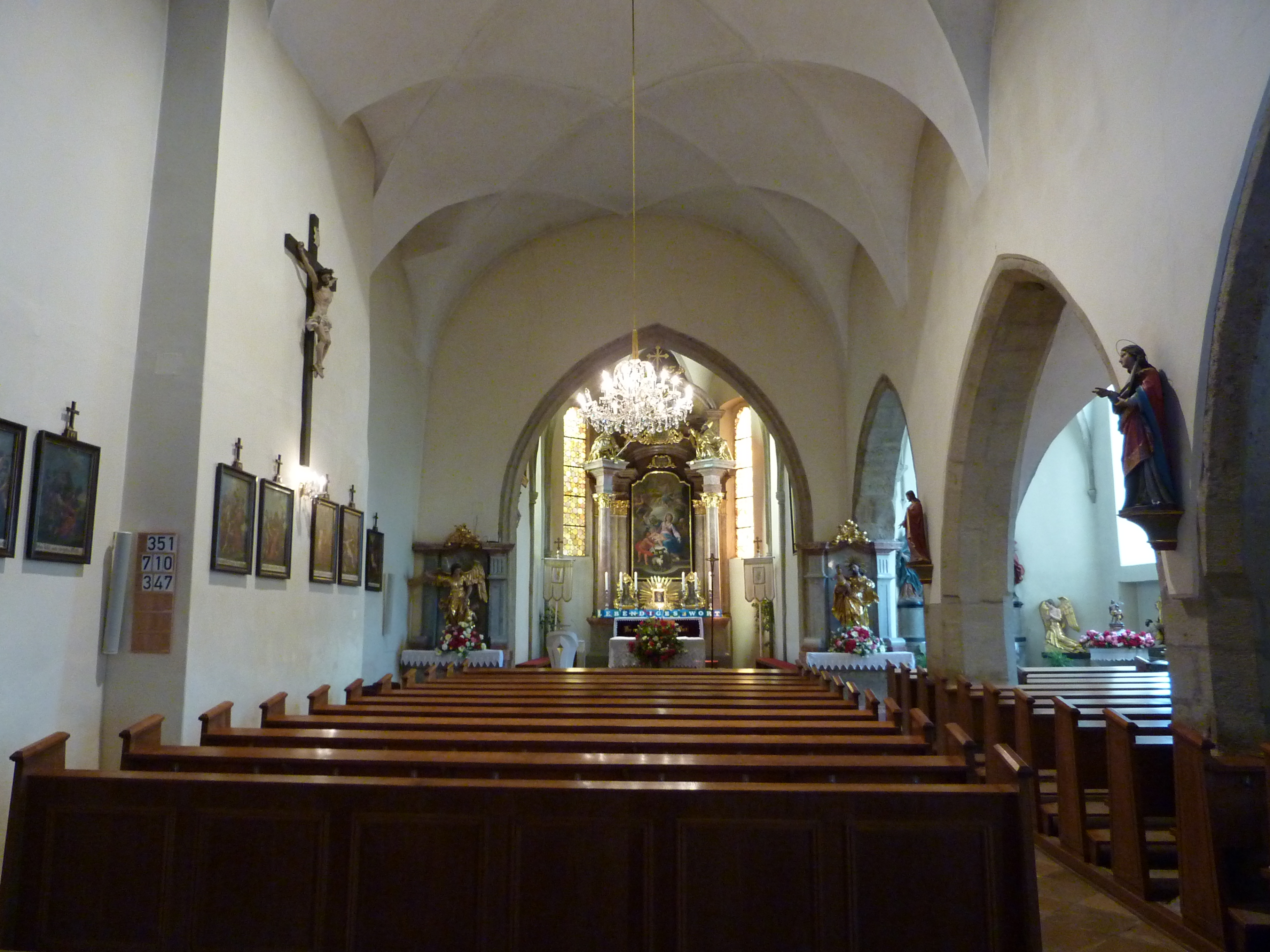
Im Langhaus zum Chor

Die Pfarrkirche Pottenbrunn steht auf dem Kirchenplatz im Ort und Stadtteil Pottenbrunn in der Landeshauptstadt St. Pölten in Niederösterreich. Die dem Heiligen Ulrich von Augsburg geweihte römisch-katholische Pfarrkirche gehört zum Dekanat St. Pölten in der Diözese St. Pölten. Die Kirche steht unter Denkmalschutz (Listeneintrag).

## Geschichte
Urkundlich wurden 1248 zwei Filialkirchen in Unterpottenbrunn und Oberpottenbrunn genannt. 1308 wurde ein Pfarrer erwähnt.
Die untere Kirche zum Heiligen Kreuz wurde 1623 zur alleinigen Pfarrkirche. Nach Zerstörungen im 17. Jahrhundert wurde sie im Jahr 1730 abgetragen.
Die obere Kirche hl. Ulrich wurde im 16. Jahrhundert evangelisch. Nach der Gegenreformation Filialkirche wurde die Kirche im Jahr 1716 zur Pfarrkirche erhoben. Ab 1729 wurde die Kirche mit dem Baumeister Joseph Munggenast renoviert und umgebaut. 1799 wurde der Nordturm mit dem Architekten Joseph Schwerdtfeger und dem Baumeister Josef Raimund errichtet. 1955 wurde der Turm erhöht. 1995 war eine Restaurierung.
Die Kirche war von einem ummauerten Friedhof umgeben, welcher 1820 aufgelassen wurde.

## Architektur
Der zweischiffige gotische Kirchenbau mit hohen Walmdächern und einem schmalen Nordturm zeigt großteils das steinsichtige Bruchsteinmauerwerk. Der im Kern mittelalterliche Kirchenbau von ca. 1400 mit einem hohen Hauptchor und einem zurückversetzten Südchor, beide mit Fünfachtelschluss, hat abgetreppte Strebepfeiler. Die Spitzbogenfenster wurden später stark, teils zu Rundbögen barock umgearbeitet. Beim Mittelfenster des Hauptchores ist das gotische Steingewände und Vierpassmaßwerk erhalten. Der Turm ist steinsichtig, das Glockengeschoß mit rundbogigen Schallöffnungen verputzt. Die Uhrzifferblätter in farbiger Putzmalerei entstanden 1955. An der Nordseite des Chores steht ein zweigeschoßiger barocker Anbau mit einem Portal und Fenstern mit schlichter Faschenrahmung. An das südliche Seitenschiff wurde 1955 eine moderne flachgedeckte Kapelle angebaut. Der barocke Portalvorbau wurde erhalten.
Das zweischiffige Kircheninnere wirkt uneinheitlich. Das breite vierjochige Hauptschiff unter einem Netzgratgewölbe aus der zweiten Hälfte des 16. Jahrhunderts öffnet sich zum südlichen Seitenschiff mit breiten, spitzbogigen Arkaden auf gefasten Pfeilern. An der Nordseite des Langhauses ist ein Einsprung des Turmes und ein einjochiger, kreuzgratgewölbter Portalvorbau. Die zweijochige Westempore ist mit kräftigen Kreuzrippen unterwölbt. Der spitzbogige Triumphbogen ist stark eingezogen. Der einjochige, fünfseitig geschlossene Chor hat ein Kreuzrippengewölbe auf Runddiensten mit zwei Schlusssteinen mit Blattdekor. Nordseitig im Chor ist ein großes Oratoriumsfenster mit klassizistischer Holzfassung.
Das niedrigere dreijochige Südschiff hat ein barockes Kreuzgratgewölbe. Der höhere einjochige Chor mit einem Kreuzrippengewölbe auf polygonalen Konsolen schließt fünfseitig. Der moderne flachgedeckte Kapellenanbau hat einen einjochigen, kreuzgratgewölbten Portalvorbau.
Die nördlich am Chor angebaute Sakristei hat im Erdgeschoß eine Stichkappentonne, das obere Oratorium eine Putzspiegeldecke mit Stuck von Johann Christoph Kirschner (1730).

## Ausstattung
Die Einrichtung entstand weitgehend einheitlich 1729/1730.
Die Orgel mit 18 Registern baute Gregor Hradetzky (1967).
Es gibt eine Glocke aus 1919. Drei Glocken goss 1949 die Glockengießerei Pfundner.